# Chiesa di San Lorenzo Martire (Bore)
La chiesa di San Lorenzo Martire è un luogo di culto cattolico dalle forme neoclassiche, situato in via San Lorenzo 7 a Bore, in provincia di Parma e diocesi di Piacenza-Bobbio; è sede di una parrocchia compresa nel vicariato della Val Taro e Val Ceno.

## Storia
Il luogo di culto originario fu edificato nel 1910, quale oratorio dipendente dalla chiesa di San Leonardo di Metti, all'epoca centro più importante della zona.
In seguito allo sviluppo dell'abitato di Bore, che divenne il nuovo capoluogo comunale, nel 1952 la chiesa fu elevata a sede parrocchiale, intitolata a san Lorenzo martire, patrono del paese.
Nel 1957 fu costruita la torre campanaria nello stesso stile del tempio adiacente.

## Descrizione

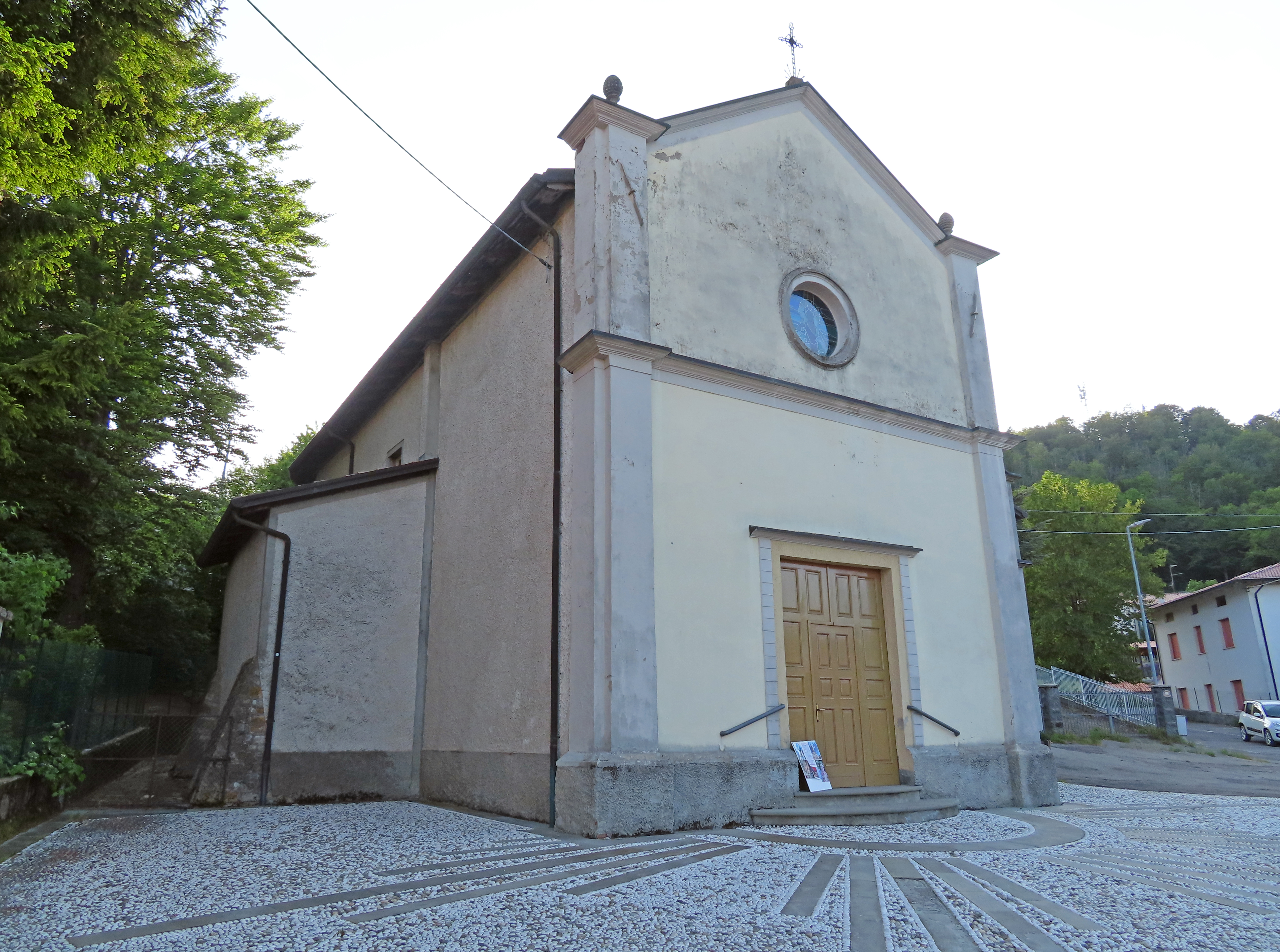
Facciata e lato sud

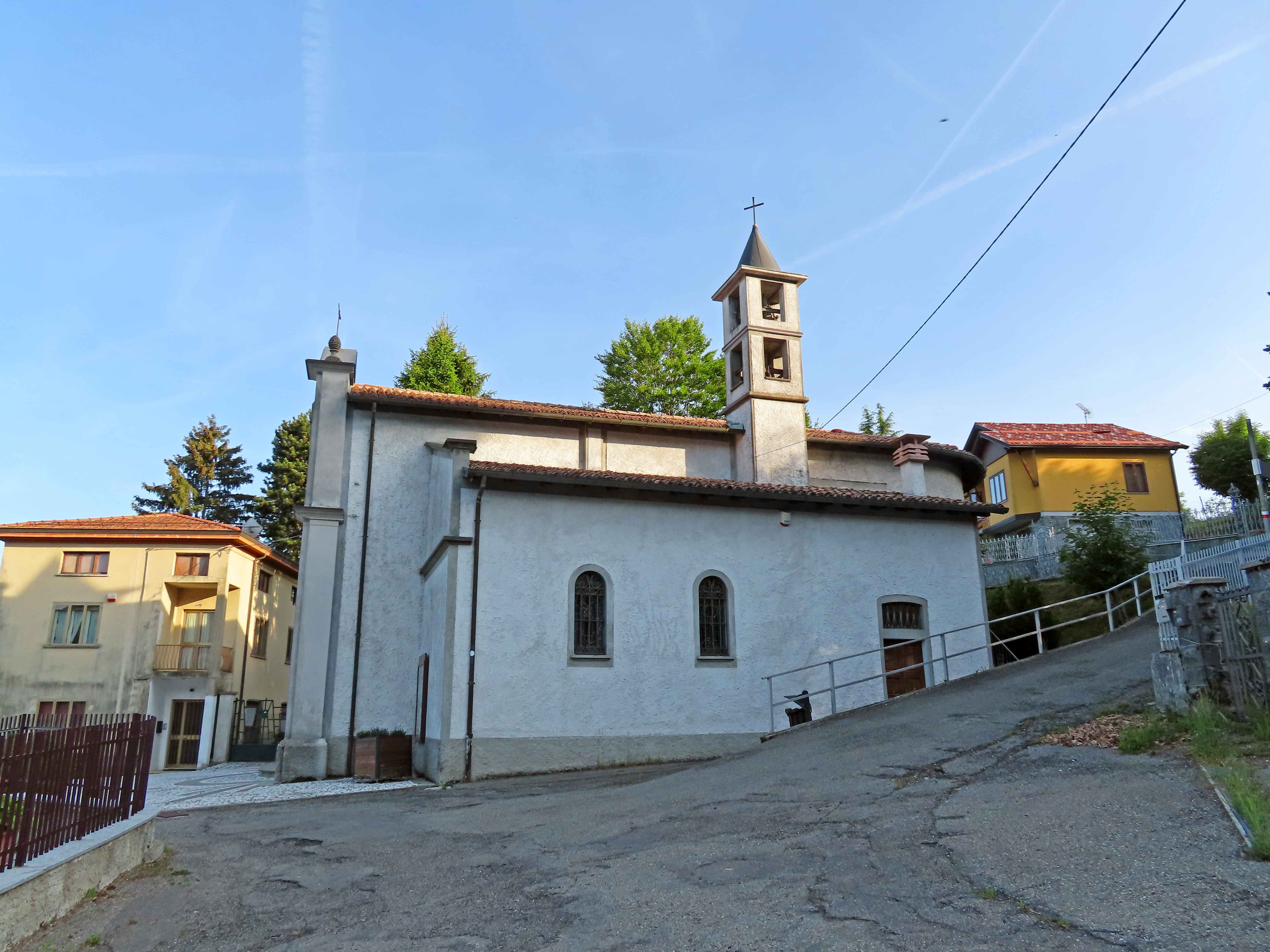
Lato nord

La chiesa si sviluppa su una pianta a navata unica, affiancata da una cappella su ogni lato.
La simmetrica facciata a capanna, interamente intonacata, è suddivisa orizzontalmente in due parti da una cornice modanata; alle estremità si elevano due ordini di lesene. Inferiormente è collocato nel mezzo l'ampio portale d'ingresso, delimitato da una cornice e coronato da un architrave in rilievo; superiormente si apre al centro un rosone incorniciato; in sommità un cornicione in aggetto corre lungo il profilo della cuspide.
Dai fianchi, scanditi da paraste, aggettano le cappelle laterali e la sagrestia; al termine del lato destro si eleva il sottile campanile, con due celle campanarie sovrapposte affacciate sulle quattro fronti attraverso monofore rettangolari; in sommità si eleva una guglia conica in metallo.
All'interno la navata, coperta da volta a botte lunettata, è scandita in tre campate da paraste coronate da capitelli dorici, a sostegno del cornicione perimetrale in aggetto; due ampie arcate a tutto sesto si aprono in corrispondenza della seconda campata sulle cappelle laterali: quella sulla destra, coperta da volta a botte, ospita il fonte battesimale, mentre quella sulla sinistra, conformata come una grotta, è dedicata alla beata Vergine di Lourdes.
Il presbiterio, lievemente sopraelevato, accoglie l'altare maggiore a mensa in marmo bianco; sul fondo l'abside a pianta semicircolare è coperta dal catino intonacato.